# Китайська станція
Китайська станція (англ. China Station) або Головнокомандувач, Китай (англ. Commander-in-Chief, China (Royal Navy)) — одне з командувань Королівського військово-морського флоту Великої Британії, у зону відповідальності якої входили прибережні води Китаю, китайські судноплавні річки, західна частина Тихого океану та води навколо Голландської Ост-Індії. Китайська станція існувала з 1865 року до її об'єднання з Ост-Індською станцією у Британський Східний флот у 1941 році.
З 1831 по 1865 роки Ост-Індська станція та Китайська станція були єдиним командуванням, відомим як Ост-Індська та Китайська станція. Флот часто співпрацював з британськими комерційними інтересами в цій сфері.
Формування мало бази в Сінгапурі (Сінгапурська військово-морська база), HMS Tamar (1865—1941 та 1945—1997) у Гонконгу та Вейхай (на острові Люгонг) (1898—1940). Китайська станція зазвичай складалася з кількох старих легких крейсерів і есмінців, а китайські річки патрулювала флотилія канонерських човнів з малою осадкою, які називаються «китайськими канонерськими човнами». Кораблі на цій станції зазвичай мали характерну ліврею з білого корпусу і надбудови та темних труб.
У період між двома світовими війнами канонерські човни класу «Інсект» в основному використовувалися на Далекому Сході і були присутні під час японського вторгнення в Китай. У 1937 році на річці Янцзи японці атакували «Ледіберт», обстрілявши його з берегової батареї. Американський канонерський човен «Паней» також був атакований японськими літаками та потоплений. «Ледіберт» проплив 20 миль до місця затоплення, взяв на борт деяких із тих, хто вижив, і доставив їх до Шанхаю. «Скараб» і «Крікет» перебували поблизу Нанкіна в 1937 році, коли японці почали бомбити місто.
У відповідь на посилення японських загроз окрема Китайська станція була об'єднана з Ост-Індською станцією в грудні 1941 року, щоб сформувати Східний флот.

## Головнокомандувачі, Китай
- віцеадмірал, сер Джордж Кінг (1865—1867)
- віцеадмірал, сер Генрі Кеппел (1867—1869)
- віцеадмірал, сер Генрі Келлет (1869—1871)
- віцеадмірал, сер Чарльз Шедвелл (1871—1874)
- віцеадмірал, сер Альфред Райдер (1874—1877)
- віцеадмірал, сер Чарльз Гілляр (1877—1878)
- віцеадмірал, сер Роберт Кут (1878—1881)
- віцеадмірал, сер Джордж Омманні Уіллес (1881—1884)
- віцеадмірал, сер Вільям Монтегю Доуелл (1884—1885)
- віцеадмірал, сер Річард Весі Гамільтон (1885—1887)
- віцеадмірал, сер Новелл Сальмон (1887—1890)
- віцеадмірал, сер Фредерік Річардс (1890—1892)
- віцеадмірал, сер Едмунд Фрімантл (1892—1895)
- віцеадмірал, сер Александер Буллер (1895—1897)
- віцеадмірал, сер Едвард Гобарт Сеймур (1897—1901)
- віцеадмірал, сер Кіпріан Брідж (1901—1904)
- віцеадмірал, сер Джерард Ноель (1904—1906)
- віцеадмірал, сер Артур Мур (1906—1908)
- віцеадмірал, сер Гедворт Мекс (1908—1910)
- віцеадмірал, сер Альфред Вінсло (1910—1913)
- віцеадмірал, сер Мартін Джеррам (1913—1915)
- віцеадмірал, сер Вільям Лоутер Грант (1916—1917)
- контрадмірал, сер Фредерік Тюдор (1917—1919)
- віцеадмірал, сер Александер Дафф (24 липня 1919—1922)
- адмірал, сер Артур Левесон (10 вересня 1922–листопад 1924)
- контрадмірал, сер Аллан Еверетт (листопад 1924—1925)
- контрадмірал, сер Девід Мюррей Андерсон (1925), ТВО
- віцеадмірал, сер Едвін Александер-Сінклер (22 квітня 1925 — 8 листопада 1926)
- віцеадмірал, сер Реджінальд Тірвітт (8 листопада 1926 — 28 листопада 1928)
- віцеадмірал, сер Артур Вайстел (28 листопада 1928 — 28 лютого 1931)
- віцеадмірал, сер Говард Келлі (28 лютого 1931 — 11 березня 1933)
- адмірал, сер Фредерік Чарльз Дрейер (11 березня 1933 — 11 січня 1936)
- віцеадмірал, сер Чарльз Літтл (11 січня 1936 — 5 лютого 1938)
- адмірал, сер Персі Нобль (5 лютого 1938 — 1940)
- віцеадмірал, сер Джеффрі Лейтон (вересень 1940 — листопад 1941)
- адмірал, сер Том Спенсер Філліпс (листопад  — 2 грудня 1941)